# NGC 2809
NGC 2809 est une vaste galaxie lenticulaire relativement éloignée et située dans la constellation du Cancer. NGC 2809 a été découverte par l'astronome britannique John Herschel en 1827.

## Caractéristiques
Sa vitesse par rapport au fond diffus cosmologique est de 8 633 ± 20 km/s, ce qui correspond à une distance de Hubble de 127,3 ± 8,9 Mpc (∼415 millions d'al).
À ce jour, une mesure non basée sur le décalage vers le rouge (redshift) donne une distance d'environ 121,000 Mpc (∼395 millions d'al). Cette valeur est à l'intérieur des valeurs de la distance de Hubble. Notons cependant que c'est avec la valeur moyenne des mesures indépendantes, lorsqu'elles existent, que la base de données NASA/IPAC calcule le diamètre d'une galaxie et qu'en conséquence le diamètre de NGC 2809 pourrait être d'environ 59,3 kpc (∼193 000 al) si on utilisait la distance de Hubble pour le calculer.
NGC 2809 présente une large raie HI.